# نورمان اسعد
نورمان علی محمد اسعد الزکری مشهور به نورمان اسعد (۲۲ ژانویه ۱۹۶۸) بازیگر بازنشستهٔ سوری است. او از دانشکده حقوق دانشگاه دمشق فارغ التحصیل شد، اما وکالت نکرد. فعالیت هنری خود را از ۱۶ سالگی با نقش‌های فرعی آغاز کرد و سپس با موفقیت در «خاطرات جمیل و حنا» فعالیت جدی خود را در ۱۹۹۷ آغاز کرد. سال‌های فعالیت نورمان اسعد از سال ۱۹۹۱ تا ۲۰۰۸ بوده است.

## زندگی و پیشه
نورمان اسعد با نام اصلی نورمان علی محمد اسعد الزکری در ۲۲ ژانویه ۱۹۶۸ از خانواده‌ای از استان لاذقیه در دمشق به دنیا آمد. او ۴ خواهر و برادر دارد: سمر خواهر بزرگترش، سامر، نسرین و رزان، هم‌نیاکان کوچکترش. در دوران تحصیل در دبستان قهرمان ژیمناستیک بود. دبیرستان را در مدرسه‌ای به نام اسعد عبدالله خواند.تحصیلات دانشگاهی خود را در دانشکدهٔ حقوق دانشگاه دمشق به پایان رساند اما به وکالت نپرداخت. نام نورمن اسعد در سن ۱۶ سالگی در دنیای بازیگری مطرح شد. اولین نقش خود را در سال ۱۹۹۱ در سریال گرفتن «باد را بگیر» (به عربی: قبض الريح) زمانی که در حال تحصیل دانشگاهی در دانشکدهٔ حقوق بود، همراه با خالد تاجا بازی کرد. او در نقش‌های فرعی بسیاری از جمله بازی در سریال «طوق الریح» بازی کرد.
موفقیت واقعی او زمانی به دست آمد که نقش اصلی خود را در سریال «خاطرات جمیل و حنا» (به عربی: يوميات جميل وهناء) در سال ۱۹۹۷ با ایمن زیدان شروع کرد که در آن به موفقیت زیادی رسید. سپس پس از آن شرکت تولیدی خود را با نام نور آرت پروداکشن (به انگلیسی: Nor Art Productions) راه اندازی کرد. در شرکت نور آرت در زمینهٔ تولید فیلم کار کرد و سپس به اتحادیه پیوست، اما بعداً به دلیل برخی حقوق مالی از کار برکنار شد. او در حین کار در یک سریال در معرض حوادث متعددی قرار گرفت و برای پاک کردن علائم آن، چندین عمل جراحی پلاستیک انجام داد. او تهیه‌کنندگی سریال «لیل السرار» (۲۰۰۴) را برعهده داشت که اولین ساخته او و بازی در آن بود. وی در سال ۲۰۰۷ پس از ازدواج، اعلام بازنشستگی کرد و پیش از آن، آخرین اثرش که سریال «امین و مأمون» در سال ۲۰۰۶ بود را ارائه کرد.
نورمن اسعد اولین بازیگر سوری شمرده می‌شود که نقش‌های رقص را ایفا کرد، از طریق برنامهٔ «فوازیر مین وین» با بازیگری باسم یاخور و ایمن رضا. او در فیلم‌های بسیاری نقش آفریده است، از جمله: نقش ام عادل در «قمر و زیتونه» (۲۰۰۱)، نقش وفا در «عاشقان» (۲۰۰۸)، نقش حوریه در «آخرین پیام» (۱۹۹۸) و در سال ۱۹۹۲ در فیلم «سفر ۲۱» بازی کرد.
سریال‌هایی که او در آن بازی کرده، بسیارند، از جمله: «زندگینامه عربی» ۱۹۹۲، «الجوهره» ۱۹۹۲، بدیل ۱۹۹۲، «ریشه‌ها هرگز نمی‌میرند» ۱۹۹۳، «خانواده‌ام و خانواده‌ات» ۱۹۹۴، «جلیله» ۱۹۹۳، «روزی روزگاری» ۱۹۹۵ که در قسمت دومش بازی کرد، «قلعهٔ فخار» ۱۹۹۵، «حوش المصاطب» ۱۹۹۵، «قانون جنگل» ۱۹۹۶، «ما دوست بودیم» ۱۹۹۶، «درختان روی سنگ نمی‌رویند» ۱۹۹۶ که نقش او شخصیت واقعی او بود، «هفت ستاره» ۱۹۹۷، «نسیم دریایی» ۱۹۹۷، «خاطرات جمیل و هنا» ۱۹۹۷، «کلاهبرداران» ۱۹۹۸، «شب‌سوار» ۱۹۹۹، «زنان کوچک» ۱۹۹۹، «داستان‌های مرموز» ۲۰۰۰، «ذی قار» ۲۰۰۱.

## زندگی شخصی
او مسلمان است.در سال ۱۹۹۷، نورمان اسعد در حالی که قصد داشت فیلمبرداری صحنه‌های خود در سریال «نسیم دریایی» را به پایان برساند، دچار سانحهٔ رانندگی شد که در آن اتومبیلش ۷ بار واژگون شد. نزدیک به یک سال بعد، در یک تصادف رانندگی دیگر دچار سانحه شد، اما این تصادف جراحات شدیدتری نسبت به تصادف اول بر جای گذاشت و در نتیجه او تحت عمل جراحی پلاستیک قرار گرفت تا جای زخم شدید روی پیشانی و بینی او پاک شود. او در آن زمان مشغول تصویر یکی از کارهایش بود.
نورمن اسعد با ایمن زیدان که با او همبازی بود، در ۱۹۹۸ ازدواج کرد اما در ۲۰۰۳ از هم جدا شدند و یک دختر به نام جودی به دنیا آورد. پس از بازی در سریال «خاطرات جمیل و حنا» در ۲۰۰۴ با عدنان ابراهیم کارگردان عراقی ازدواج کرد اما آنها در ۲۰۰۶ طلاق گرفتند. نورمان اسعد سپس در سال ۲۰۰۷ با نهرو محمد عبدالکریم الکسنزانی ازدواج کرد اما پس از ازدواج با این سیاستمدار و بازرگان کرد عراقی تصمیم گرفت در سال ۲۰۰۷ از بازیگری کناره‌گیری کند و از او ۴ فرزند به دنیا آورد. یک پسر به نام تيجان نهرو و سه دختر به نام‌های تاج نهرو، جينار نهرو و روجينا نهرو.
نورمان اسعد پس از ازدواج سوم خود در سال ۲۰۰۷، بازنشستگی کامل خود را اعلام کرد. در سال ۲۰۱۱، آخرین حضور هنری او در مورد موضع خود در قبال بحران سوریه صحبت کرد، علاوه بر این که در همان سال در مراسم خیریه ویژه ای که برای یک انجمن برگزار کرد، به عنوان مهمان افتخاری مورد تقدیر قرار گرفت.